# Elephant in the room
L'expression « elephant in the room » (littéralement « éléphant dans la pièce »), est en anglais une expression idiomatique métaphorique désignant un sujet important et manifeste, généralement associé à un problème délicat ou à un risque, dont tout un chacun peut constater l'existence, mais que personne n'ose mentionner ou dont personne ne souhaite discuter ouvertement, du fait que cela suscite de l'embarras, de la controverse ou représente une menace intrinsèque,. Elle est basée sur l'idée que, dans le champ des interactions sociales ou politiques, quelque chose d'aussi flagrant qu'un éléphant peut être occulté en vertu de codes de conduite implicites, la répression psychologique ou sociale ainsi caractérisée pouvant opérer à très large échelle. Diverses langues à travers le monde ont des expressions spécifiques pour décrire ce phénomène.

## Origines
En 1814, Ivan Krylov (1769-1844), poète et fabuliste, publia une fable intitulée « L'homme inquisiteur » au sujet d'un homme qui se rend dans un musée et remarque toutes sortes de petites choses, mais omet de remarquer l'éléphant pourtant présent. La phrase est devenue proverbiale. Fiodor Dostoïevski écrivit dans son roman Les Possédés : « Belinsky était tout comme l'homme inquisiteur de Krylov, qui n'avait pas remarqué l'éléphant dans un musée, ayant concentré toute son attention sur les scarabées français ; et il n'est pas allé plus loin ».
Selon le Oxford English Dictionary, la plus ancienne utilisation répertoriée serait un article du New York Times daté du 20 juin 1959 : « Financing schools has become a problem about equal to having an elephant in the living room. It's so big you just can't ignore it » (« Le financement des écoles est devenu un problème du même ordre que celui d'avoir un éléphant dans son salon. C'est tellement gros qu'on ne peut l'ignorer »). Selon le site Web Phrase Finder, la première utilisation connue de l’impression remonterait à 1952.
Cette expression était probablement répandue bien avant 1959. Par exemple, cette phrase apparaît 44 ans plus tôt, en 1915 en Angleterre, dans les pages du Journal of Education, présentée comme une illustration triviale de question à laquelle tous les écoliers britanniques seraient capables de répondre : « Is there an elephant in the class-room? » (« Y a-t-il un éléphant dans la salle de classe ? »)
La première référence conceptuelle largement diffusée est une histoire écrite par Mark Twain en 1882, « The Stolen White Elephant », qui détaille espièglement les activités ineptes et de grande envergure de policiers tentant de retrouver un éléphant, lequel était en fait devant eux tout du long.
Une version légèrement différente de la formule fut utilisée auparavant par George Berkeley, qui dans ses débats avec des scientifiques demandait s'il y avait ou non « un éléphant invisible dans la pièce ».
En 1935, dans la comédie musicale Jumbo (en) de Billy Rose à Broadway, le comédien Jimmy Durante joue le rôle d'un patron de cirque ; un policier l'arrête alors qu'il guide un éléphant et lui demande : « Que faites-vous donc avec cet éléphant ? », ce à quoi Durante répond innocemment : « Quel éléphant ? », suscitant l'hilarité. Durante a repris cette séquence dans l'adaptation au cinéma de 1962 de la pièce, Billy Rose' Jumbo.

## Usage
L'expression fait référence à un sujet important, généralement associé à un problème délicat ou à un risque, qui est évident pour tout un chacun, mais qui est néanmoins délibérément ignoré, car le fait de le mentionner pourrait provoquer de l'embarras, de la peine, ou des conflits, ou simplement parce qu'il s'agit d'un sujet tabou. L'emploi de cette expression implique un jugement de valeur de la part du locuteur, qui estime que le sujet en question devrait être abordé ouvertement, ou bien il peut s'agir simplement d'une prise de conscience du fait que le problème existe et ne va pas disparaître spontanément.
On l'utilise pour décrire des questions impliquant un tabou social ou générant de forts clivages d'opinions, telles que la race, la religion, la politique, la sexualité, la maladie mentale ou encore le suicide. La formule s'applique lorsqu'un sujet est chargé émotionnellement, et que les personnes qui pourraient prendre la parole décident qu'il vaut probablement mieux l'éviter.
Cet idiome est couramment utilisé dans la terminologie du sevrage en matière de toxicomanie pour décrire la réticence des amis et de la famille d'une personne toxicomane à discuter de son problème, facilitant ainsi son déni. (On parle parfois dans ce cas d'un « pink elephant in the room » soit « éléphant rose dans la pièce ».)
L'écrivain de science-fiction Isaac Asimov a inclus dans son recueil d'histoires drôles préférées une devinette sur le modèle des « elephant jokes » (devinettes absurdes comportant généralement un éléphant dans l'énoncé de la question ou dans la réponse) qui circulait à la suite du meurtre de Lee Harvey Oswald par Jack Ruby, lequel s'était introduit dans le commissariat de police de Dallas avec un pistolet :
Question : Qu'a dit le chef de la police de Dallas quand un éléphant est entré dans le commissariat ?
Réponse : Rien ! Il ne l'a pas remarqué.

### Formules similaires
- Une variante est l'expression « elephant in the corner », soit « éléphant dans le coin », plus rarement utilisée dans le même sens[11].
- Le logicien et philosophe Ludwig Wittgenstein a utilisé l’exemple d’un « rhinocéros dans la pièce » pour montrer l’impossibilité de prouver des déclarations existentielles négatives[12].
- « Mokita » est un mot dans la langue Kilivila[13] (parlée à Kiriwina, près de la Papouasie-Nouvelle-Guinée), signifiant « vérité que nous connaissons tous mais dont nous évitons de parler d'un commun accord »[14].
- L'expression « 800-pound gorilla », soit « gorille de 400 kg », désigne une personne ou une organisation ou une firme d'une taille et/ou d'une puissance telles qu'elle peut agir à sa guise sans se soucier des autres ou d'enfreindre la loi.
- L'expression « skeletons in the closet », soit « des squelettes dans le placard » (équivalent en français : « des cadavres dans le placard »), désigne un secret honteux, qui, s'il était révélé, nuirait fortement à la réputation de la personne concernée.
- L'expression archaïque « nigger in the woodpile », soit « un nègre dans un tas de bois », désignait un fait d'importance considérable mais pourtant occulté, généralement quelque chose de suspect ou d'indésirable ; elle pourrait tirer son origine du fait que des esclaves noirs fugitifs pouvaient se cacher dans des réserves de bois de chauffage. L'usage de cette expression a fortement décliné au cours du XXe siècle, en raison de sa connotation raciste, et du caractère intrinsèquement incendiaire du mot « nigger », et on l'a remplacée par l'expression phonétiquement proche « tiger in the woodpile », soit « un tigre dans un tas de bois », mais l'expression d'origine est encore occasionnellement prononcée par une personnalité publique, suscitant une indignation systématique — par exemple la politicienne Anne Marie Morris l'a employée en juillet 2017 (« the real nigger in the woodpile ») pour désigner l'éventualité du Brexit non assorti d'un accord économique avec l'Union européenne[15],[16].
- L'expression « to call a spade a spade », soit « appeler une bêche une bêche » (équivalent en français : « appeler un chat un chat »), a un sens à peu près opposé, désignant une attitude de franchise, le fait d'aborder ouvertement des sujets susceptibles de fâcher, mais tend de même à être proscrite au nom du politiquement correct, là encore en raison de sa possible connotation raciste, sachant que le mot « spade » peut-être une injure visant les noirs aux États-Unis (bien que l'expression soit plus ancienne que cet emploi du mot comme injure).
- L'expression « beating around the bush », littéralement « taper autour du buisson » (équivalent en français : « tourner autour du pot »), a un sens proche, désignant l'attitude consistant à aborder un sujet, certes, mais en traitant uniquement d'aspects périphériques, anodins, et en omettant l'aspect principal, potentiellement générateur d'embarras ou de conflit.
- La parabole des aveugles et de l'éléphant (« blind men and an elephant »), d'origine indienne, illustre le fait que les humains ont tendance à prétendre détenir la vérité sur un sujet à partir d'une connaissance et d'une expérience subjective limitées, à l'instar des quatre aveugles cherchant à déterminer les caractéristiques d'un éléphant en touchant chacun une partie différente de son corps, et à entrer en conflit avec ceux qui abordent le même sujet avec un point de vue différent.
- Le « troisième rail de la politique » (« third rail of politics ») est une métaphore désignant une question politique si controversée qu'elle est considérée comme « électriquement chargée » et « intouchable », comparable au troisième rail à haute tension qui alimente les trains en courant électrique, au point que toute personnalité politique qui l'aborde frontalement est amenée à se « griller », à subir une perte irrémédiable de popularité.

## Voir également
- Tabou
- Non-dit
- Les Habits neufs de l'empereur